# Gorgorhynchus celebensis
Gorgorhynchus celebensis är en hakmaskart som först beskrevs av Yamaguti 1954.  Gorgorhynchus celebensis ingår i släktet Gorgorhynchus och familjen Rhadinorhynchidae. Inga underarter finns listade i Catalogue of Life.